# Klarabergsgatan 37
| Klarabergsgatan 37: Fasad mot Klarabergsgatan och fasad mot kyrkogården, maj 2010 |  | Klarabergsgatan 37: Fasad mot Klarabergsgatan och fasad mot kyrkogården, maj 2010 |
| Klarabergsgatan 37: Fasad mot Klarabergsgatan och fasad mot kyrkogården, maj 2010 |  |                                                                                   |

Klarabergsgatan 37 är ett kontorshus i kvarteret Orgelpipan vid Klarabergsgatan i stadsdelen Norrmalm i Stockholm. Fastighetsbeteckningen är Orgelpipan 5. Byggnaden uppfördes 1959 i samband med Norrmalmsregleringen efter ritningar av två arkitekter; norrmannen Leif Olav Moen och svensken Lennart Tham. Även grannhuset Klarabergsgatan 33-35 (klart 1956) byggdes efter ritningar av Tham. Båda kontorshusen kom till efter en omfattande arkitekttävling. 

## Bakgrunden
Byggnaderna förorsakade en häftig debatt på sin tid och bakgrunden var en motion i stadsfullmäktige från 1953 med innebörden att tomten borde lämnas obebyggd efter att de tidigare byggnaderna hade rivits för att lämna plats för bygget av tunnelbanan. Man menade att Klara kyrkas kyrkogård skulle "få kontakt med Klarabergsgatan" på liknande sätt som Adolf Fredriks kyrka har med Sveavägen. Stockholms skönhetsråd och Samfundet S:t Erik stödde motionen.
Generalplaneberedningen och byggnadsnämnden hade en motsatt mening och fann "att ej tillräckligt skäl förefunnos att lämna kvarteret Klockstället (nuvarande Orgelpipan 5) obebyggd". Samma uppfattning hade även arkitekt Lennart Tham. Han kom fram till att den nya bebyggelsen skulle utgöra en "skärm" mellan den i framtiden hård trafikerade Klarabergsgatan och kyrkogården och ge den "det lugn och den rofylldhet, som alltid varit utmärkande för Klaras gamla kyrkogård".

## Arkitekttävling

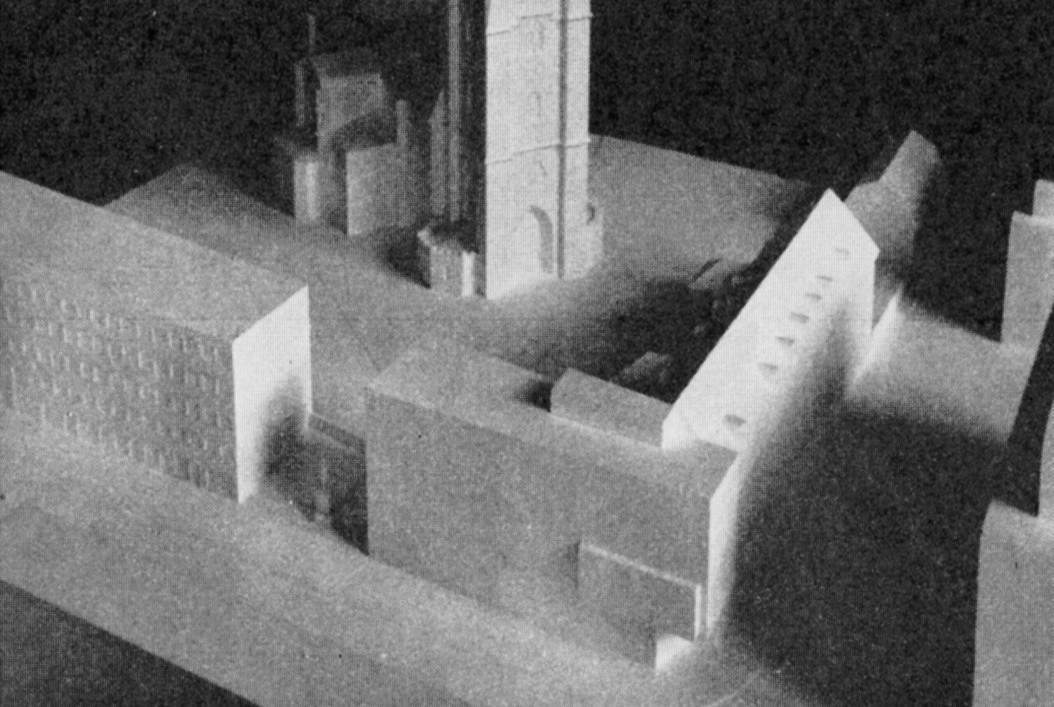
Thams tävlingsbidrag "Domus" 1956.

Till arkitekttävlingen inbjöds tio arkitekter, bland dem Magnus Ahlgren, Torbjörn Olsson och Sven Silow (AOS arkitektkontor) samt bröderna Erik och Tore Ahlsén, arkitektduon Sven Backström och Leif Reinius, Sven Ivar Lind och Lennart Tham. Tham hade tidigare ritat grannhuset i Orgelpipan 4. 
De inbjudna arkitekterna hörde på sin tid till Sveriges arkitektelit, det skulle garantera en arkitektonisk utformning av hög kvalitet. Speciellt omsorg skulle byggnadens anslutning till gamla Klara skola ges. Frågan var om skolans gavel mot Klarabergsgatan skulle vara synlig eller döljas av den planerade nybyggnaden. 
Prisnämnden som bestod bland andra av Sven Markelius och Göran Sidenbladh förordade Lennart Thams förslag "Domus" med motiveringen: "En väl avvägd huvuduppläggning och ett sobert anslag". Tham och hans medarbetare Leif Olav Moen valde att låta byggnaden gå förbi Klara skolas gavel och att lämna ett mellanrum (nuvarande Nils Ferlins torg) till den några år tidigare uppförda grannbyggnaden.

## Rivningsplaner
Idag (2010) anser Stockholms skönhetsråd att byggnaden är ett av de främsta svenska exemplen på Le Corbusiers arkitektoniska idéer. Huset står för närvarande (2010) under rivningshot sedan Stockholms stad beviljat rivningslov. Skönhetsrådet har protesterat mot rivningen.
Enligt beslut i december 2008 skulle byggnaden i kv. Orgelpipan 5 rivas. Istället planerades en låg entrébyggnad till "Station City" för Citybanan på ett vidgat Nils Ferlins torg. Gaveln på Klara skolas gamla byggnad, som tidigare låg gömd bakom kontorshuset, skulle åter bli  synlig och Klara kyrkas kyrkogård få delvis kontakt med Klarabergsgatan, nästan så som stadsfullmäktige en gång på 1950-talet motionerade om.
Enligt en planbeskrivning gällande Hotell Continental upprättad den 2012-08-17 av Stockholms stadsbyggnadskontor kommer byggnaden att bevaras och Citybanans nya uppgång kommer att inrymmas i den nya hotell- och terminalbyggnaden vid Vasagatan.